# Коректор
Вижте пояснителната страница за други значения на Коректор.
Коректорът е канцеларски материал, който служи за отстраняване на правописни грешки и корекции върху различни видове мастила. Когато сгрешения текст се намаже с коректор и той засъхне, отгоре може да се пише.
Има различни видове коректор: течен – на водна или на ацетонова основа, както и на лента. Течният коректор представлява бяла бързозасъхваща течност, която може да се съдържа в шишенце с четчица или в пълнител подобен на писалка, подходящ за прецизни корекции. Коректорът на лента представлява ролка с ширина 4-6 милиметра, върху която е нанесен тънък слой коректор, който се полага в движение с притискане към листа. Всички коректори са подходящи за обикновена, копирна и факс-хартия.
Забранено е използването на коректори при полагане на зрелостни изпити, кандидат-студентски и други изпити, а също и в работата с първични счетоводни документи.